# Earth Impact Database
Earth Impact Database ist eine Datenbank mit Informationen über bestätigte Strukturen von Meteoreinschlägen auf der Erde. Sie wurde 1955 am Dominion Observatorium in Ottawa unter der Leitung von Carlyle S. Beals begonnen. Sie wird mittlerweile vom Planetary and Space Science Centre an der University of New Brunswick, Kanada, fortgeführt.
 
Im Jahr 2022 werden insgesamt 190 bestätigte Einschlagkrater gelistet.